# جان آبازا
 جان آبازا (انگلیسی: Jan Abaza؛ زاده ۱ مارس ۱۹۹۵) یک تنیس‌باز اهل ایالات متحده آمریکا است.